# Rue Mondésir
Pour les articles homonymes, voir Mondésir.
La rue Mondésir est une voie de Nantes, en France.

## Situation et accès
Située dans le quartier Hauts-Pavés - Saint-Félix, la rue est bitumée, ouverte à la circulation automobile. Longue de 320 mètres, elle relie la rue Marie-Anne-du-Boccage à la rue de la Bastille. Sur son tracé, elle rencontre successivement l'avenue René-Bazin, l'impasse de Chavagnes, le boulevard Gabriel-Guist'hau, l'avenue Camus. En 2021 elle est passée en vélorue.

## Historique
Jusqu'au XIXe siècle, la rue abrita des moulins, comme le « moulin Fiston », cité en 1809.
Les Ursulines de Jésus (nommées communément « Dames de Chavagnes »), congrégation fondée par le père Louis-Marie Baudouin (1765-1835), furent appelées par l'évêque de Nantes Mgr Jaquemet afin de créer dans la ville une « maison d'éducation » destinée aux jeunes filles. Les religieuses commencèrent les travaux de leur maison en 1859-1861, leur chapelle fut élevée en 1877,. Elle abrite désormais le lycée Françoise-d'Amboise.
La résidence des Dames Réparatrices, un peu plus haut, fut construite en 1876.
La voie porta successivement les noms de « rue de la Constance », puis « rue de l’Union », avant de prendre sa dénomination actuelle probablement sous la Révolution, puisqu'en l’An VII (1798-1799) on retrouve la mention d’un chemin « à ouvrir de la rue de la Bastille à la rue Mondésir ».

## Bâtiments remarquables et lieux de mémoire

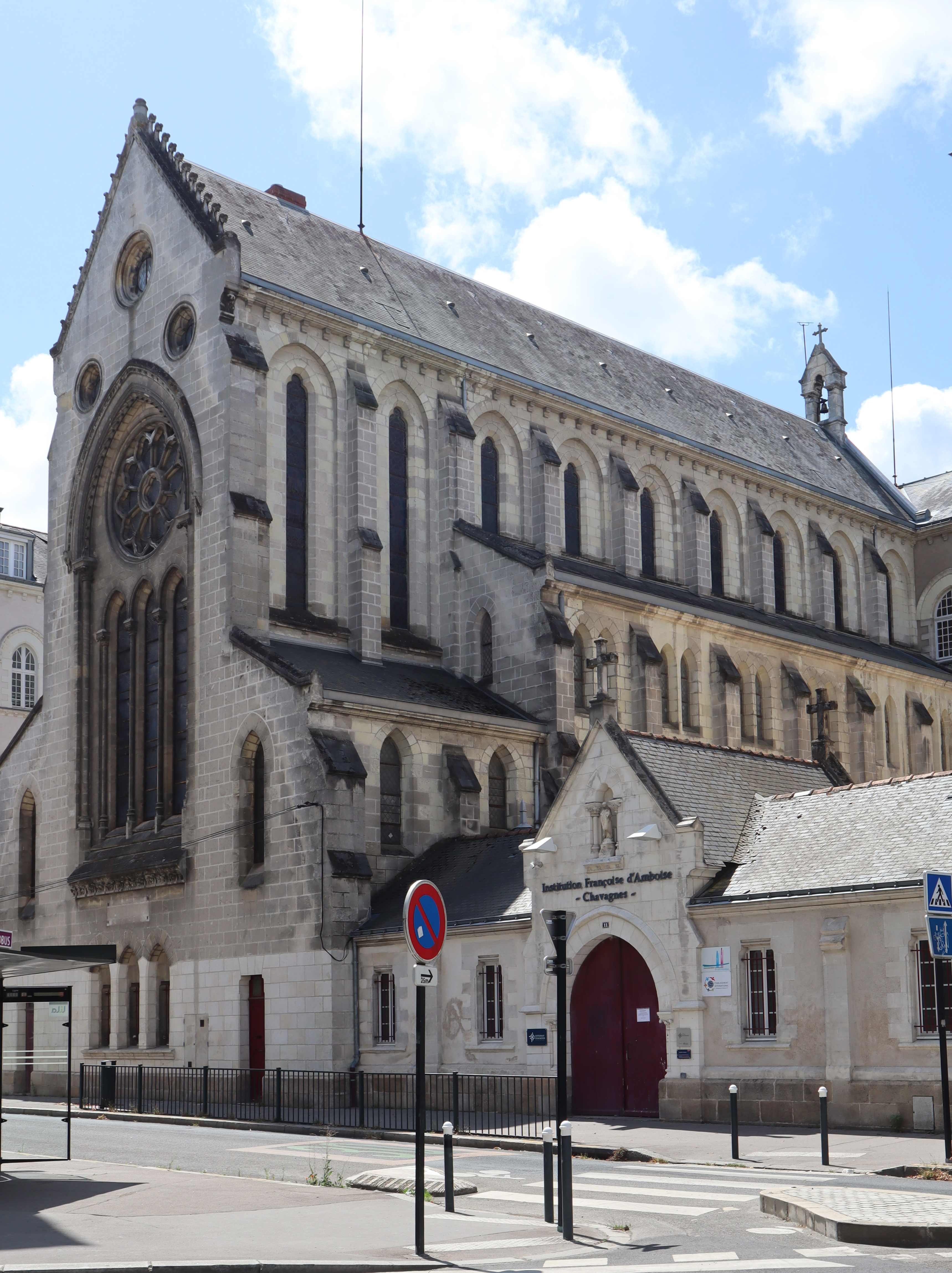
Lycée Françoise d'Amboise - Chavagnes.

## Voies secondaires

### Avenue René-Bazin
Localisation : 47° 12′ 59″ N, 1° 34′ 15″ O
Le nom de cette rue en impasse, bitumée et ouverte à la circulation, longue de 270 mètres, rend hommage à l'écrivain ligérien René Bazin.

### Impasse de Chavagnes
Localisation : 47° 13′ 01″ N, 1° 34′ 12″ O
Son nom fait clairement référence aux dames de Chavagnes, fondatrices de l'actuel lycée Françoise-d'Amboise qui longe l'artère sur son côté nord.